# Te Zhong Jiu Yuan Ying Xiong
Te Zhong Jiu Yuan Ying Xiong – hongkoński dramat filmowy w reżyserii Dereka Kwoka, którego premiera odbyła się 2 stycznia 2014 roku.
Film zarobił 11 920 000 lub 11 880 000 dolarów amerykańskich w Chińskiej Republice Ludowej oraz 3 281 737 w Hongkongu, 601 895 w Malezji i 209 716 w Singapurze.

## Obsada
Źródło: Filmweb

- Nicholas Tse – Heyong Sen
- Shawn Yue – Bang Chao
- Simon Yam – pan Pei
- Andy On – Zhihui Ye
- William Chan – Yongjian Zhang
- Hu Jun
- Patrick Tam
- Liu Kai-chi
- Bing Bai
- Michelle Wai
- Seli Xian
- Ken Hung
- Zhifei Wang
- Deep Ng
- Siu Yam-yam
- Ferry Lee
- Alice Li
- Kenny Kwan
- Andrew Lau
- Jackie Chan – strażak[6] (cameo[2])

## Nagrody i nominacje
Źródło: Internet Movie Database
| Rok  | Miejsce                         | Nagroda                          | Kategoria                | Nominacja             | Wynik     |
| ---- | ------------------------------- | -------------------------------- | ------------------------ | --------------------- | --------- |
| 2014 | Hong Kong Directors Guild Award | Hong Kong Directors’ Guild Award | Special Prize            | Derek Kwok            | Wygrana   |
| 2014 | Golden Horse Film Festival      | Golden Horse Award               | Best Action Choreography | Jack Wai-Leung Wong   | Wygrana   |
| 2014 | Golden Horse Film Festival      | Golden Horse Award               | Best Visual Effects      | Henri Wong            | Nominacja |
| 2014 | Hong Kong Film Awards           | Hong Kong Film Award             | Best Director            | Derek Kwok            | Nominacja |
| 2014 | Hong Kong Film Awards           | Hong Kong Film Award             | Best Cinematography      | Jason Kwan            | Nominacja |
| 2014 | Hong Kong Film Awards           | Hong Kong Film Award             | Best Film Editing        | Hoi Wong              | Nominacja |
| 2014 | Hong Kong Film Awards           | Hong Kong Film Award             | Best Art Direction       | Che Kiu Lam           | Nominacja |
| 2014 | Hong Kong Film Awards           | Hong Kong Film Award             | Best Original Film Score | Tommy Wai Teddy Robin | Nominacja |
| 2014 | Hong Kong Film Awards           | Hong Kong Film Award             | Best Sound Design        | Phyllis Cheng         | Nominacja |